# Juridische aspecten van circumcisie
Dit artikel behandelt de juridische aspecten van circumcisie, ook wel bekend als jongensbesnijdenis of mannenbesnijdenis.

## Overzicht
Bij de niet-therapeutische circumcisie van baby's en kinderen zijn er twee grondrechten die met elkaar botsen: Het recht op lichamelijke integriteit en het recht op godsdienstvrijheid. Zowel in Nederland als wereldwijd wordt de facto voorrang gegeven aan het recht op godsdienstvrijheid en het recht van ouders om het zelfbeschikkingsrecht uit te oefenen voor kinderen die een leeftijd hebben waarop ze daar zelf nog niet toe in staat zijn.
Er bestaat geen jurisprudentie van het Europees Hof voor de Rechten van de Mens (EHRM) over het afwegen van de verschillende rechten in dit geval. Ook Belgische en Nederlandse rechters hebben hierover tot dusver geen uitspraak gedaan. Er zijn wel gerechtelijke uitspraken gedaan in onder meer Duitsland (Keulen 2012, teruggedraaid door een hogere rechter in Berlijn), Finland (Hooggerechtshof 2008, precisering districhtrechtbank Helsinki 2011) en het Verenigd Koninkrijk.
Hoewel er reglementen betreffende de voogdij over kinderen zijn toegepast op rechtszaken over besnijdenis, lijkt er momenteel geen staat in de wereld te zijn die ondubbelzinnig jongensbesnijdenis voor niet-therapeutische redenen verbiedt, hoewel de wettelijkheid van een dergelijke circumcisie in sommige parlementen wordt betwist.
Onderstaande tabel levert een niet-uitputtend overzicht waarin wettelijke restricties en vereisten voor niet-therapeutische jongensbesnijdenis tussen verschillende landen worden vergeleken. Sommige landen vereisen dat één of beide ouders instemmen met de operatie; in sommige hiervan (Finland, het Verenigd Koninkrijk) is er juridische strijd geweest tussen ouders toen een van hen de besnijdenis van hun zoon had laten uitvoeren of gepland zonder instemming van de andere ouder. Sommige landen vereisen dat de procedure wordt uitgevoerd, of geschiedt onder toezicht van, door een gekwalificeerde arts (of een gekwalificeerde zuster in Zweden) en dat er (lokale) anesthesie wordt toegepast op de jongen of man.
| Land                | Instemming ouders | Anesthesie | Gekwalificeerd arts    | Betaling          | Noten                                                                                                   |
| ------------------- | ----------------- | ---------- | ---------------------- | ----------------- | --- |
| België              |                   |            |                        | Belastingbetalers | Minister van Volksgezondheid verwierp voorgesteld verbod van Belgisch Raadgevend Comité voor Bio-ethiek |
| Denemarken          |                   |            |                        | Ouders            | |
| Finland             | Beide ouders      |            |                        | Ouders            | |
| Frankrijk           | Beide ouders      |            |                        | Ouders            | |
| Duitsland           |                   |            |                        | Ouders            | |
| Israël              |                   |            | Uitvoerend of toeziend |                   | Onder zes maanden, anders medische reden nodig                                                          |
| Italië              |                   |            |                        | Ouders            | |
| Nederland           | Beide ouders      |            |                        | Ouders            | |
| Noorwegen           |                   | Vereist    | Toeziend               | Ouders            | Ouders en geestelijken moeten buiten de operatiekamer wachten                                           |
| Saoedi-Arabië       |                   |            | Uitvoerend             |                   | |
| Zuid-Afrika         |                   |            | Uitvoerend             |                   | |
| Spanje              |                   |            |                        | Ouders            | |
| Zweden              |                   | Vereist    | Toeziend               | Ouders            | Onder twee maanden                                                                                      |
| Verenigd Koninkrijk | Beide ouders      |            |                        | Ouders            | In slechts 6,2% van onderzochte gevallen stemden beide ouders in                                        |

## Internationaal recht

### Europese Unie

Prevalentie van circumcisie per land (2015).
Meer dan 90%
40 tot 49%
Minder dan 1%

Een in februari 2013 gepubliceerde studie in opdracht van de Commissie burgerlijke vrijheden, justitie en binnenlandse zaken van het Europees Parlement verklaarde dat "mannelijke besnijdenis om niet-therapeutische redenen met enige regelmaat en hoeveelheid lijkt te worden uitgevoerd in Europa" en zei dat het "het enige scenario is, van alle onderwerpen die in dit hoofdstuk besproken worden, waarbij de uitkomst van het balanceren van het recht op fysieke integriteit en religieuze vrijheid ten gunste van de laatste uitvalt." De studie adviseerde dat "datgene wat in het beste belang van het kind is voorrang moet krijgen, terwijl de relevantie van deze praktijk voor moslims en Joden erkend dient te worden. Lidstaten dienen te waarborgen dat circumcisie van minderjarige kinderen wordt uitgevoerd volgens de kunde van het medische beroep en onder omstandigheden die de gezondheid van minderjarigen niet in gevaar brengen. Het is terecht dat de Lidstaten reglementen invoeren ter vaststelling van de omstandigheden en de gepaste medische opleiding voor degenen aan wie verzocht wordt om het uit te voeren."

### Raad van Europa
Op 1 oktober 2013 nam de Parlementaire Vergadering van de Raad van Europa een niet-bindende resolutie aan waarin zij verklaarde "in het bijzonder bezorgd [te zijn] over een categorie van schending van de fysieke integriteit van kinderen," en begreep in deze categorie "circumcisie van jonge jongens om religieuze redenen." Op 7 oktober schreef de Israëlische president Shimon Peres een persoonlijke missive aan de Secretaris-generaal van de Raad van Europa, Thorbjørn Jagland, om het verbod tegen te houden, stellende: "De Joodse gemeenschappen in heel Europa zouden ernstig getroffen worden als zij zouden zien dat hun culturele en religieuze vrijheid werd belemmerd door de Raad van Europa, een instituut dat gewijd is aan de bescherming van precies deze rechten." Twee dagen later verhelderde Jagland dat de resolutie niet-bindend was en dat "niets in het geheel van onze wettelijk bindende normen ons ertoe zou leiden om de kwestie van vrouwelijke genitale verminking en de besnijdenis van jonge jongens voor religieuze redenen op gelijke voet te behandelen."

### Verklaring Noordse ombudslieden 2013
Op 30 september 2013 kwamen de kinderombudslieden van alle vijf Noordse landen – Denemarken, Finland, Noorwegen, IJsland en Zweden – samen met de kinderwoordvoerder van Groenland en vertegenwoordigers van verenigingen van Noordse kinderartsen en kinderchirurgen in Oslo bijeen om de kwestie te bespreken. Ze publiceerden een gezamenlijke verklaring waarin ze een verbod op niet-therapeutische circumcisie van mannelijke minderjarigen voorstelden:

Laat jongens zelf beslissen of zij al dan niet besneden willen worden

Besnijdenis zonder medische indicatie bij een persoon die geen geïnformeerde toestemming kan geven, is in strijd met de grondbeginselen van de medische ethiek, met name omdat de ingreep onomkeerbaar en pijnlijk is en ernstige complicaties kan veroorzaken. In de Noordse landen zijn er geen gezondheidsgerelateerde redenen om jonge jongens te besnijden. Argumenten die pleiten voor circumcisie bij volwassen mannen zijn weinig relevant voor kinderen in de Noordse regio. Jongens kunnen zelf beslissen over de ingreep wanneer ze oud genoeg zijn om met kennis van zaken toestemming te geven.
Als ombudslieden voor kinderen en deskundigen op het gebied van de gezondheid van kinderen vinden wij besnijdenis van minderjarige jongens zonder medische indicatie in strijd met het VN-Verdrag inzake de rechten van het kind, artikel 12, over het recht van kinderen om hun mening te geven over hun eigen zaken, en artikel 24, punt 3, waarin staat dat kinderen moeten worden beschermd tegen traditionele rituelen die schadelijk kunnen zijn voor hun gezondheid.
In 2013 heeft de VN-Mensenrechtenraad er bij alle staten op aangedrongen een einde te maken aan handelingen die de integriteit en waardigheid van kinderen in gevaar brengen en schadelijk zijn voor de gezondheid van zowel meisjes als jongens. Voor ons staat centraal dat de rechten van ouders in deze kwestie niet prevaleren boven het recht van kinderen op lichamelijke integriteit. Wat in het belang van het kind is, moet altijd op de eerste plaats komen, ook als dit het recht van een volwassene om zijn religieuze of traditionele rituelen uit te voeren kan beperken.
De Noordse ombudslieden voor kinderen en deskundigen op het gebied van de gezondheid van kinderen willen daarom streven naar een situatie waarin een circumcisie alleen kan worden uitgevoerd als een jongen, die de leeftijd en het niveau van volwassenheid heeft bereikt die nodig zijn om de noodzakelijke medische informatie te begrijpen, met de operatie instemt. Wij wensen een respectvolle dialoog tussen alle betrokken partijen over hoe de zelfbeschikking van jongens met betrekking tot besnijdenis het best kan worden gewaarborgd. Ook dringen wij er bij onze regeringen op aan informatie te verstrekken over de rechten van kinderen en de gezondheidsrisico's en gevolgen van de operatie. Wij vragen de Noordse regeringen het nodige te doen om ervoor te zorgen dat jongens het recht krijgen om zelf te beslissen of zij al dan niet besneden willen worden.
— 'Ondertekend door Anne Lindboe, Noorse ombudsvrouw voor kinderen; Fredrik Malmberg, Zweedse ombudsman voor kinderen; Maria Kaisa Aula, Finse ombudsvrouw voor kinderen; Per Larsen, voorzitter van de Deense kinderraad; Margrét Maria Sigurdardóttir, IJslandse ombudsvrouw voor kinderen; Anja Chemnitz Larsen, Groenlandse kinderwoordvoerder, alsook door vertegenwoordigers van Noordse verenigingen van kinderartsen en kinderchirurgen.'

## Wetgeving per land
Anno juni 2018 heeft nog geen enkel Europees land een verbod op niet-medische circumcisie, maar in zowel IJsland als Denemarken overwoog het parlement om een dergelijke wet aan te nemen.

### België
Nadat begin 2014 enkele artsen aan het Belgisch Raadgevend Comité voor Bio-ethiek vragen stelden, werd er een ethische commissie opgezet om te oordelen over de moraliteit van het dekken van kosten van medisch niet-noodzakelijke chirurgie middels belastinggeld, vooral aangezien veel belastingbetalers de praktijk immoreel vinden. Tegen juli 2017 had de commissie naar verluidt al consensus bereikt over het stopzetten van financiële dekking van niet-medische besnijdenis, maar was nog in discussie over men de overheid zou adviseren om een totaalverbod op circumcisie in te voeren. Het uiteindelijke (niet-bindende) advies van de commissie, gepresenteerd op 19 september 2017, was om de publiek financiering van niet-medische circumcisie te beëindigen en geen minderjarigen te besnijden tot zij, na afdoende te zijn geïnformeerd, met de procedure kunnen instemmen of deze afwijzen. Het advies verwees naar het Verdrag inzake de rechten van het kind (1990) en weerspiegelt de niet-bindende resolutie van de Parlementaire Vergadering van de Raad van Europa tegen minderjarige niet-therapeutische circumcisie. Minister van Volksgezondheid Maggie De Block verwierp het advies van de commissie echter met de argumenten dat 'het Riziv kan niet weten of er een medische oorzaak is of niet' wanneer ouders een circumcisie verzoeken en dat wanneer hen een professionele procedure wordt geweigerd het risico bestaat dat men het een non-expert laat uitvoeren, met slechtere resultaten voor de kinderen. De reactie van de minister werd met verdeeldheid ontvangen.

### Denemarken
Een opiniepeiling uit januari 2018 door Megafon in opdracht van televisienetwerk TV2 toonde aan dat 83% van de Deense burgers een verbod op jongensbesnijdenis wil. Een burgerinitiatief dat de minimumleeftijd van 18 jaar voor circumcisie eist om de "grondrechten van kinderen" te beschermen behaalde op 1 juni 2018 50.000 handtekeningen waardoor het Deense parlement werd gedwongen om het te overwegen. In het parlement was er geen steun voor het burgerinitiatief. Het Deense ministerie van gezondheid gaf aan dat de besnijdenis van jongens niet in strijd is met het Kinderrechtenverdrag van de Verenigde Naties. Deense vluchtelingenorganisaties zien de discussie als voorbeeld van een anti-humanistische en anti-moslimpolitiek die door de rechtse regering gevoerd wordt.
Bij de eerste lezing in het parlement op 23 november 2018, woordvoerders van de Dansk Folkeparti, Venstre, Socialdemokraterne en Radikale Venstre meldden dat hun partijen tegen het wetsvoorstel zouden stemmen. Enhedslisten en Socialistisk Folkeparti waren voor het verbod, maar hadden kanttekeningen bij details uit het voorstel, met nam de legalisering van vrouwenbesnijdenis vanaf 18 jaar. Liberal Alliance, Det Konservative Folkeparti en Alternativet namen geen collectief besluit en lieten hun leden naar geweten stemmen.
Vóór het voorgestelde verbod (november 2018)
- Enhedslisten[23]
- Socialistisk Folkeparti[23]

Tegen het voorgestelde verbod (november 2018)
- Dansk Folkeparti[23]
- Venstre[23]
- Socialdemokraterne[23]
- Radikale Venstre[23]

Neutraal ten opzichte van het voorgestelde verbod (november 2018)
- Liberal Alliance[23]
- Det Konservative Folkeparti[23]
- Alternativet[23]

### Duitsland
Op 7 mei 2012 velde een Keulse rechter in hoger beroep het vonnis dat de ingreep uit religieuze gronden strafbaar is, omdat onherroepelijk lichamelijk letsel wordt toegebracht. Hij is van mening dat het recht van de ouders noch de grondwettelijk verankerde godsdienstvrijheid zo'n ingreep kunnen rechtvaardigen. Vervolgens ontspon zich een dispuut, waarin zich ook de Israëlische president Sjimon Peres mengde. Hij vroeg zijn Duitse ambtgenoot Joachim Gauck om te waarborgen, dat joodse Duitsers ook in de toekomst hun traditionele religieuze verplichtingen kunnen nakomen. De Duitse Beroepsvereniging van Kinder- en Jeugdartsen (Berufsverband der Kinder- und Jugendärzte, BVKJ) gaf in november 2012 echter aan geen medische reden voor non-therapeutische circumcisie te zien, dat het advies van de Amerikaanse Academie van Kindergeneeskunde (American Academy of Pediatrics, AAP) uit augustus 2012 ten gunste van circumcisie wetenschappelijk onhoudbaar was en dat jongens hetzelfde grondwettelijk beschermde recht op lichamelijke integriteit zouden moeten hebben als meisjes:

Vanuit medisch oogpunt is er geen reden om de intacte voorhuid van minderjarige en niet-instemmende jongens te verwijderen. (...) De punt van de voorhuid wordt rijkelijk voorzien van bloed door belangrijke vasculaire structuren. De voorhuid dient als verbindingskanaal voor talrijke belangrijke aders. Besnijdenis kan bijdragen tot erectiestoornissen door het vernietigen van deze bloedvaten. De verwijdering ervan kan, zoals uit het relaas van velen die eronder lijden blijkt, leiden tot aanzienlijke beperkingen van de seksuele beleving en mentale stress. Het vaak geciteerde AAP-advies (DOI: 10.1542/peds.2012-1989 Pediatrics; oorspronkelijk online gepubliceerd 27 augustus 2012) spreekt eerdere uitspraken van dezelfde organisatie tegen zonder zich te kunnen beroepen op nieuwe onderzoeksresultaten. Dit AAP-advies wordt nu door bijna alle andere pediatrische verenigingen en koepels ter wereld als wetenschappelijk onhoudbaar beschouwd. (...) De aanbeveling van de Wereldgezondheidsorganisatie (WHO) over profylactische besnijdenis geldt ook alleen voor geslachtsrijpe seksueel actieve mannen in landen met weinig hygiëne en kan niet worden gebruikt als basis voor de profylactische besnijdenis van minderjarige jongens. (...) Wereldwijd ziet geen enkele medische beroepsvereniging, zelfs niet de AAP, zo'n belangrijk voordeel in de algemene besnijdenis van jonge jongens dat zij deze algemeen aanbeveelt. (...) Religieuze voorschriften mogen artsen niet beïnvloeden in hun zorg voor hun patiënten – en onmondige kinderen verdienen hier onze zeer speciale zorg. Volgens ons rechtsgevoel hebben jongens hetzelfde grondwettelijke recht op lichamelijke integriteit als meisjes; zij mogen niet worden benadeeld op grond van hun geslacht (Artikel 3 van de Grundgesetz). De rechten van ouders en de godsdienstvrijheid eindigen wanneer de lichamelijke integriteit van een kind dat onmondig en niet in staat is zijn instemming te geven, wordt aangetast (Artikel 2 van de Grundgesetz) zonder een duidelijke medische indicatie.
— Berufsverband der Kinder- und Jugendärzte

Na een reeks verhoren en consultaties nam de Bundestag op 12 december 2012 een wetsvoorstel aan (met 434 voors, 100 tegens en 46 onthoudingen), waarin expliciet het uitvoeren van niet-therapeutische circumcisie onder bepaalde voorwaarden werd toegestaan; deze bepaling is opgenomen in het Bürgerliches Gesetzbuch als §1631(d). De Bondsraad keurde het wetsvoorstel goed, de Bondspresident tekende de wet, het Bundesgesetzblatt publiceerde de wet en de volgende dag (28 december 2012) trad de wet in werking.

### Finland
In augustus 2006 bepaalde een Finse rechtbank in Tampere dat de circumcisie van een vierjarig jongetje, geregeld door zijn islamitische moeder, illegale mishandeling was. De vader van de jongen, die niet geraadpleegd was, meldde het incident bij de politie. Een lokale officier van justitie stelde dat het verbod op besnijdenis in de Finse wet niet gender-specifiek is, dus zowel voor jongens als meisjes geldt. Een advocaat van het Ministerie van Sociale Zaken en Volksgezondheid verklaarde dat geen wetgeving noch een verbod is op mannelijke besnijdenis en dat "de operaties zijn uitgevoerd op grond van het gemene recht." De moeder ging in hoger beroep en in oktober 2008 bepaalde het Finse Hooggerechtshof dat de circumcisie "die wordt uitgevoerd voor religieuze en sociale redenen en op een medische wijze, niet de kenmerken heeft van een misdaad. Het [Hof] wees erop dat de circumcisie van islamitische jongens een gevestigde traditie en een integraal onderdeel van de identiteit van moslimmannen is". In 2008 werd bekend dat de Finse overheid een nieuwe wet overwoog om besnijdenis te legaliseren als de besnijder een arts is en als het kind ermee instemt. In december 2011 bepaalde de districtrechtbank van Helsinki dat de bepaling van het Hooggerechtshof niet betekende dat circumcisie legaal is voor niet-medische redenen. De rechtbank verwees naar het Verdrag inzake de rechten van de mens en de biogeneeskunde (1997) van de Raad van Europa, dat in 2010 door Finland was geratificeerd. Intussen heeft de Finse overheid een brochure met richtlijnen voor de besnijdenis uitgegeven.

### Nederland
De besnijdenis van jongens, ook om andere dan medisch noodzakelijke redenen, is in Nederland een toegelaten medische ingreep.
Naar aanleiding van Kamervragen van Ayaan Hirsi Ali in 2004 antwoordde toenmalig minister van Justitie Donner dat verwijdering van de voorhuid geen lichamelijk letsel genoemd kan worden, en dat het besnijden van jongens vooral gebeurt uit religieuze en hygiënische overwegingen.
In mei 2008 werd een vader die zijn twee zonen van 3 en 6 jaar tegen de wil van hun moeder had laten besnijden, niet schuldig bevonden aan mishandeling, omdat de besnijdenis was uitgevoerd door een arts en omdat de rechtbank terughoudend was bij het scheppen van een juridisch precedent; in plaats daarvan kreeg hij een voorwaardelijke gevangenisstraf van 6 weken omdat hij de jongens tegen de wil van hun moeder had weggenomen.
De Koninklijke Nederlandsche Maatschappij tot bevordering der Geneeskunst (KNMG) stelde in 2010 dat er goede redenen zijn voor een wettelijk verbod op niet-therapeutische circumcisie bij minderjarige jongens, net als het verbod op genitale verminking van meisjes. In maart 2022 bevestigde de KNMG dat de inhoud van dit standpunt nog steeds klopte.

- Er is geen overtuigend bewijs dat circumcisie in het kader van preventie of hygiëne zinvol of noodzakelijk is. Mede in het licht van de complicaties die tijdens of na de circumcisie kunnen ontstaan, is circumcisie om redenen anders dan medisch-therapeutische, niet te rechtvaardigen. Zo er al medische voordelen zijn, zoals een mogelijk verminderde kans op HIV-infectie, dan ligt het in de rede de circumcisie uit te stellen tot de leeftijd waarop een dergelijk risico relevant is en de jongen zelf over de ingreep kan beslissen, of kan kiezen voor eventuele alternatieven.
- Anders dan vaak gedacht wordt, kent circumcisie risico’s op medische en psychische complicaties. De meest voorkomende complicaties zijn bloedingen, infecties, meatus stenoses (plasbuisvernauwing) en paniekaanvallen. Ook gedeeltelijke of volledige penisamputaties als gevolg van complicaties na circumcisies zijn gerapporteerd, evenals psychische problemen als gevolg van de besnijdenis.
- Niet-therapeutische circumcisie bij minderjarige jongens is in strijd met de regel dat minderjarigen alleen mogen worden blootgesteld aan medische handelingen wanneer er sprake is van ziekte of afwijkingen, of als overtuigend aangetoond kan worden dat de ingreep in het belang is van het kind, zoals bij vaccinaties.
- Niet-therapeutische circumcisie bij minderjarige jongens is in strijd met het recht op autonomie en het recht op lichamelijke integriteit van het kind. (...)
- Er zijn goede redenen voor een wettelijk verbod op niet-therapeutische circumcisie bij minderjarige jongens, zoals dat ook bestaat voor vrouwelijke genitale verminking. (...)

— Koninklijke Nederlandsche Maatschappij tot bevordering der Geneeskunst (2010)

De Raad voor de Volksgezondheid en Zorg was het daar echter niet mee eens en was van mening dat de KNMG ten onrechte geen onderscheid maakt tussen jongens- en meisjesbesnijdenis en geen rekening houdt met godsdienstvrijheid en het recht van ouders hun kinderen naar eigen overtuiging groot te brengen.
Het parket bij de Hoge Raad der Nederlanden is op 5 juli 2011 uitgebreid ingegaan op de juridische status van circumcisie in een strafrechtelijke procedure. Als eerste merkt het parket op dat er geen wet is die de besnijdenis van jongens specifiek verbiedt en dat de ingreep evenmin valt onder (zware) mishandeling. 'Genitale verminking van meisjes valt in ieder geval onbetwist onder (zware) mishandeling (art. 300-303 WvSr). Waar de meeste vormen van meisjesbesnijdenis algemeen worden aangemerkt als genitale verminking, is van een vergelijkbare communis opinio aangaande jongensbesnijdenis vooralsnog geen sprake.' De Hoge Raad erkende dat de maatschappelijke opvattingen over jongensbesnijdenis in de loop der jaren geleidelijk aan het verschuiven waren en dat 'de toenemende zorg [vanuit de medische wereld] over het letsel en de kans op complicaties bij een besnijdenis wel relevant is', maar dat er nog niet voldoende reden was om over te gaan op criminalisering. Van opzettelijk toebrengen van zwaar lichamelijk letsel (art. 82 WvSr) kan onder normale omstandigheden eveneens geen sprake zijn bij een bekwaam en hygiënisch uitgevoerde besnijdenis in een kliniek. Omdat jonge kinderen geen zelfbeschikkingsrecht kunnen uitoefenen, worden ouders geacht dit voor hun kinderen te doen. Zij kunnen om een besnijdenis verzoeken en toestemming daarvoor geven op grond van hun ouderlijk gezag. Belangrijk daarbij is wel dat beide ouders hun toestemming verlenen.
Vóór een verbod
- ChristenUnie, politieke partij, op grond van Artikel 11 van de Grondwet betreffende lichamelijke integriteit (van 2006[39] tot 2011[40])
- KNMG, artsenfederatie (sinds 2010)[36]
- JOVD, jongerenorganisatie VVD (sinds 2014)[41][42]
- Jonge Democraten, jongerenorganisatie D66 (sinds 2017, geleidelijke verhoging minimumleeftijd)[43][44]
- PINK!, jongerenorganisatie Partij voor de Dieren (sinds 2018)[45][46][47]

Tegen een verbod
- Raad voor de Volksgezondheid en Zorg, medisch adviesorgaan voor parlement en regering (sinds 2010)[38]
- Herman Loonstein, voorzitter Federatief Joods Nederland[48]
- ChristenUnie, politieke partij, op grond van Artikel 6 van de Grondwet betreffende godsdienstvrijheid[40]

### Noorwegen
In juni 2012 stelde de centrumrechtse Senterpartiet voor om circumcisie te verbieden voor mannen onder de 18 jaar nadat in de hoofdstad Oslo in mei een baby stierf aan de gevolgen van besnijdenis.
In september 2013 publiceerden de Kinderombudsmannen van alle Noordse landen een verklaring waarin ze opriepen tot een verbod op besnijdenis voor minderjarigen voor niet-medische redenen omdat dergelijke circumcisies zouden indruisen tegen de rechten van kinderen zoals vastgelegd in het Verdrag inzake de rechten van het kind met betrekking tot medezeggenschap en bescherming tegen schadelijke tradities.
Een wetsvoorstel over rituele circumcisie van jongens werd aangenomen (met twee stemmen tegen) in het Noorse parlement in juni 2014 en de nieuwe wet trad op 1 januari 2015 in werking. Deze wet beschermt het recht van Joden op brit mila en verplicht de Noorse gezondheidszorgregio's om de moslimgemeenschap een veilige en betaalbare procedure aan te bieden. Lokale anesthesie moet worden toegepast en een gekwalificeerde arts moet aanwezig zijn tijdens de circumcisie, waar ziekenhuizen in maart 2015 mee begonnen.
In mei 2017 stelde de rechtse Fremskrittspartiet voor om circumcisie voor mannen onder de 16 te verbieden.
Vóór een verbod
- Senterpartiet (onder 18, sinds 2012)[49]
- Fremskrittspartiet (onder 16, sinds 2017)[52]

### Slovenië
De Sloveense Ombudsman voor de Mensenrechten stelde in februari 2012 na een rondgang bij verschillende relevantie expertsinstanties en een bestudering van de relevante wetgeving vast dat circumcisie om niet-medische redenen een schending van de rechten van het kind is, dat rituele besnijdenis om religieuze redenen in Slovenië zowel om juridische als om ethische redenen onaanvaardbaar is en niet door artsen zou mogen worden uitgevoerd: 

We vroegen het Hoger Academisch College voor Chirurgie naar professionele richtlijnen op dit gebied (...). Het College beantwoordde niet al onze vragen, maar stuurde ons de conclusie dat circumcisie van jongens om niet-medische redenen  niet medisch gerechtvaardigd is.
De Medisch-Ethische Commissie van de Republiek Slovenië stuurde ons een langer antwoord, waaruit wij haar principiële mening samenvatten, "dat rituele besnijdenis van jongens om religieuze redenen in ons land om juridische en ethische redenen onaanvaardbaar is en dat artsen die niet zouden mogen uitvoeren". Naast de onaanvaardbaarheid van circumcisie vanuit ethisch oogpunt, benadrukt de Commissie ook dat het onacceptabel is dat een reeds uitgevoerde procedure ten onrechte als medisch geïndiceerd wordt vermeld in de medische documentatie.
We vroegen het Sloveense Instituut voor Ziekteverzekering om informatie over de betaling van circumcisie (...) die volgens het instituut 34,88 euro per behandeling is. Wanneer de interventie niet medisch geïndiceerd is, wordt de dienst niet vergoed door de ziekteverzekering en moet deze door de patient of diens vertegenwoordigers worden betaald. (...)
Uit Artikel 56 (bijzondere bescherming van kinderen) en Artikel 35 (onschendbaarheid van fysieke en mentale integriteit van iedereen) van de Sloveense Grondwet blijkt dat elke inbreuk op de lichamelijke integriteit van het kind beperkt is en alleen om medische redenen kan worden gerechtvaardigd. (...) Indien de circumsie van een kind echter niet medisch geïndiceerd is, maar slechts het gevolg is van de (al dan niet religieuze) overtuigingen van zijn ouders, heeft een dergelijke ingreep geen rechtsgrondslag. Volgens de Ouderrechtenwet hebben kinderen vanaf 15 jaar het vermogen om instemming te geven, maar een arts kan voor zowel iemand ouder als jonger dan 15 jaar mede bepalen of deze tot instemming in staat is. De wet bepaalt uitdrukkelijk dat met de mening van het kind over de behandeling zoveel mogelijk rekening wordt gehouden, indien het in staat is die mening te uiten en de betekenis en de gevolgen ervan begrijpt.
(...) Hoewel ouders enige rechten hebben om het onderwijs van hun kinderen in overeenstemming te brengen met hun religieuze en ethische overtuigingen (zolang deze de rechten van de kinderen zelf niet schenden) volgens Artikel 41.3 van de Grondwet, omvatten naar onze mening de richtlijnen inzake religieuze opvoeding niet het recht van ouders om te besluiten in te grijpen in het lichaam van hun kind, uitsluitend op grond van hun religieuze overtuiging. Daarom zijn wij van mening dat circumcisie om niet-medische redenen niet toelaatbaar is en een illegale ingreep in het lichaam van het kind vormt, waardoor zijn rechten worden geschonden.
— Sloveense Ombudsman voor de Mensenrechten (2012)

### IJsland
In februari 2018 werd bekend dat het IJslandse parlement overwoog om de religieuze jongensbesnijdenis alleen toe te staan als een jongen oud genoeg is om de ingreep te begrijpen. Het wetsvoorstel dat werd besproken in het IJslandse parlement, het Alding, stelde dat de fysieke integriteit van jonge jongens geschaad zou worden door de praktijk, die vaak zou worden uitgevoerd zonder verdoving en op een onhygiënische manier door religieuze leiders in plaats van door medische experts. Dit feiten werd gezien als onverenigbaar met het Verdrag inzake de rechten van het kind (1990) van de Verenigde Naties en het wetsvoorstel suggereerde maximaal zes jaar gevangenisstraf voor eenieder die het verbod zou overtreden.
Critici stellen dat het wetsvoorstel de godsdienstvrijheid ondermijnt of een vorm van antisemitisme of antimoslimhaat is omdat het de circa 250 Joden en 1500 moslims moeilijk zou maken om op IJsland te wonen. Silja Dögg Gunnarsdóttir van de Progressieve Partij, die het verbod had voorgesteld, repliceerde dat IJsland in 2005 al vrouwenbesnijdenis had verboden en "als we wetten hebben om besnijdenis voor meisjes te verbieden, dan zouden we die ook moeten hebben voor jongens." Op 25 maart 2018 hebben leden van Jews Against Circumcision gesproken in het Alþing ten gunste van een verbod en verwierpen beweringen dat dit gemotiveerd zou zijn door antisemitisme, anti-moslimhaat, xenofobie of anti-immigratiegevoelens. Uiteindelijk werd het wetsvoorstel door de commissie voor juridische zaken tegengehouden en teruggestuurd naar de regering voor herziening.
Vóór het voorgestelde verbod (maart 2018)
- Progressieve Partij[55]
- Volkspartij[55]
- Links-Groen[55]
- Piratenpartij[55]
- Jews Against Circumcision[55]

Tegen het voorgestelde verbod (maart 2018)
- Europees Joods Congres[17]
- Islamitisch Cultureel Centrum van IJsland[17]
- Rooms-Katholieke Kerk[17]
- Anti-Defamation League[55]

### Zweden
In 2001 voerde de Rijksdag van Zweden een wet in die voortaan alleen personen die een door de Nationale Gezondheidsraad erkende opleiding hadden voltooid toestond om nog kinderen te besnijden. De wet bepaalt dat een medische arts of een anesthesiologische zuster de besnijder bijstaat en dat er voorafgaand aan de handeling verdoving moet worden toegediend. Na de eerste twee levensmaanden van het kind mag alleen een arts de besnijdenis uitvoeren. Het gestelde doel van de wet was om de veiligheid van de procedure te verbeteren.
In oktober 2018 diende de rechtspopulistische partij Zweden Democraten in het parlement een wetsontwerp in voor een algeheel verbod op niet-medische jongensbesnijdenis, op grond van kindermishandeling. Op het jaarcongres van de Centrumpartij in september 2019 stemde een ruime meerderheid van 314 tegen 166 afgevaardigden ook voor een verbod op jongensbesnijdenis. Een aantal joodse en islamitische organisaties liet weten tegen een eventueel verbod te zijn. De Linkse Partij heeft ook haar steun uitgesproken voor het verbieden van circumcisie voor jongens onder de 18 jaar; andere partijen hebben zich tot dusver niet ten gunste van een verbod uitgesproken, hoewel de Milieupartij De Groenen de praktijk wel problematisch vond.
Vóór een verbod
- Sverigedemokraterna[59]
- Centerpartiet[59]
- Vänsterpartiet[59]

Tegen een verbod
- Kristdemokraterna[59]
- Liberalerna[59]
- Moderata samlingspartiet[59]
- Sveriges socialdemokratiska arbetareparti[59]
- Miljöpartiet de Gröna (vindt circumcisie wel 'problematisch')[59]

### Zwitserland
Volgens een enquête van juli 2012 (toen de circumcisiecontroverse in Duitsland speelde) van de krant 20 Minuten met 8.000 deelnemers wilde 64% van de Zwitserse bevolking (67% van de mannen en 56% van de vrouwen) dat religieuze circumcisie werd verboden. 93% van de islamitische respondenten en 75% van de joodse respondenten waren tegen een verbod. Meer dan 25% van de mannelijke respondenten was zelf besneden; 96% van de moslimmannen en 89% van de joodse mannen in het onderzoek zei besneden te zijn, terwijl 20% van de besneden mannen tot geen van beide godsdiensten behoorde. Bijna een derde van de besneden mannen was voorstander van een verbod; 12% wenste achteraf dat zij niet besneden waren.